# Rừng lá kim hỗn hợp
Rừng lá kim hỗn hợp là một kiểu thảm thực vật bị chi phối bởi hỗn hợp cây lá rộng và cây lá kim. Nó thường nằm ở vùng núi, bên dưới kiểu thảm thực vật khu vực trên cao của ngọn núi.

## Dãy núi Sierra Nevada
Trong dãy núi Sierra Nevada ở miền tây Hoa Kỳ, khu rừng lá kim hỗn hợp được tìm thấy ở độ cao 1.200–5.500 foot (370–1.680 m) ở khu vực phía bắc, 2.000–6.500 foot (610–1.980 m) ở khu vực trung tâm và 2.500–9.000 foot (760–2.740 m) ở khu vực phía nam. cây lá kim đặc trưng bao gồm Ponderosa Pine (Pinus Ponderosa), Thông đường (thông lamberta), Tuyết tùng hương (Calocedrus decurrens), Linh sam trắng (Abies concolor), Linh sam Douglas (Pseudotsuga menziesii), và Cự Sam (Sequoiadendron giganteum). Cây lá rộng đặc trưng bao gồm Sồi Đen (Quercus Kelloggii), và cây bám ở gốc và cây bụi, kể cả Sồi Canyon (Quercus Chrysolepis), Giác mộc (Cornus spp.), Misery núi (chamaebatia foliolosa), và Manzanitas (<i id="mwJw">Arctostaphylos</i> spp.).  Lượng mưa ở các khu vực thuộc loại thảm thực vật này là 25–80 inch (640–2.030 mm), phần lớn mưa ở khu vực này rơi như tuyết.  Mùa sinh trưởng là khoảng bảy tháng, ở những vùng có nhiệt độ cao vào mùa hè là 80–90 °F (27–32 °C) và mức thấp mùa đông của 22–34 °F (−6–1 °C).